# Automeris harrisorum
Espèce
Automeris harrisorum est une espèce de papillon de la famille des Saturniidae.

## Liste des sous-espèces
Selon Catalogue of Life (29 juin 2012) :
- sous-espèce Automeris harrisorum harrisorum Lemaire, 1966
- sous-espèce Automeris harrisorum latenigra Lemaire, 1966